# オチライ
オチライ（Očirai、生没年不詳）は、15世紀中後期のアバガ部の統治者。1460年代にモンゴル高原で最大の実力者となったモーリハイ王の息子にあたる。ただし、モーリハイが殺害された後、オチライは父の築き上げた強大な勢力を維持できなかったようで、その事蹟については記録が少ない。

## 概要
モンゴル高原ではオイラトのエセン・ハーンが景泰4年（1453年）に弑逆された後、長らく内紛状態にあった。この頃、有力であったのがハラチンのボライ太師やオンリュートのモーリハイ王らで、モーリハイ王は成化元年（1465年）にはボライ太師を打倒し、モーラン・ハーンを擁立してモンゴル高原最大の実力者となった。しかし斉王ボルナイら、もとはモーリハイ王と同格であった有力諸侯が反発するようになり、成化4年（1468年）末よりモンゴル高原では内戦が勃発した。
これより約1年に渡って明朝にはモンゴル高原情勢の情報が全く届かなくなり、成化5年（1469年）になってようやく報告がなされた。この時の報告によると、「時にボルナイの部落は互いに殺し合い、三つに分かれた。ボルナイの人馬はケルレン河に行き、カダ・ブカは西北に行き、故モーリハイの子のオチライは西に行き、また小石（オロチュ少師を指す）ならびにトゴチは圪児海の西に駐留し黄河の凍結を待って大同を襲おうとしている」という。ここでは「故モーリハイ」とあることからモーリハイが既に死去し、その勢力が息子のオチライ（火赤児）に受け継がれていることが分かる。
モーリハイの死後、オチライも含めてモンゴル高原の諸勢力を糾合できる有力者が現れず、約10年近くに渡ってハーンの空位時代が続いた。成化11年（1475年）にはようやくベグ・アルスランがマンドゥールン・ハーンを擁立したが、両者はすぐに対立状態に陥った。「北虜考」によると、成化13年（1477年）にベグ・アルスランはマンドゥールンに代わって自らがハーンになろうとしたが、人々が従わないことを恐れて代わりに「オチライ（斡赤来）」を擁立してマンドゥールンを殺そうとした。しかし、これを察知したマンドゥールンがオチライを引き渡すようベグ・アルスランに求めたことが切っ掛けとなって両者の間に抗争が起こったという。さらに明の兵部尚書の余子俊はこのころのモンゴル高原情勢を伝えて、「ボルフ（孛忽）がモーリハイの息子のオチライ（毛里孩男阿扯来）の一党を引き連れて掠奪を行っている」と述べている。また、マンドゥールンの没後にはダヤン・ハーン（小王子）が即位したが、成化20年（1484年）に「小王子とオチライ（阿出来）らが近辺で掠奪を行おうとしている」との報告が明朝でなされている。
モンゴル年代記の一つ、『シラ・トージ』には様々な王家の系譜が記載されており、その中にはチンギス・カンの異母弟であるベルグテイの系譜も含まれる。その中で、ベルグテイから数えて14世孫にモーリハイ（Mooriqai）の名が挙げられ、さらにその息子はオチライ（Očirai）とされる。これによって、『明実録』などで言及される「火赤児/斡赤来/阿扯来/阿出来」は、オチライ（Očirai）という名前の漢字転写であったことが確認される。また、『シラ・トージ』はオチライの孫をバヤスク・ブイルグト・ノヤン（Bayasqu büirgüt noyan）とするが、この人物は『欽定外藩回部王公表伝』などでアバガ部・アバガナル部の始祖として挙げられる「巴雅思瑚布爾古特」に他ならない。よって、モンゴル年代記上では「オンリュート」の人間とされるモーリハイ王、オチライらは清代以後にアバガ・アバガナル部と呼ばれる集団の始祖でもあったことが分かる。